# Draža vas, Grabštanj
Draža vas (nemško Pirk) je naselje v Občini Grabštanj v Okraju Celovec-dežela na Koroškem v Avstriji.